# Stefan Schlett
Stefan Schlett (* 31. Januar 1962 in Kleinostheim bei Aschaffenburg) ist ein deutscher Extremsportler.

## Sportliche Erfolge
Stefan Schlett ist einer der wenigen Menschen auf der Welt, der drei Kontinente im Wettkampf zu Fuß durchquert hat: Amerika (1992), Australien (2001), Europa (2003).
Er ist darüber hinaus der erste Deutsche, der auf allen sieben Kontinenten einen Marathon gelaufen ist, und hielt deutsche Rekorde im Ultramarathon von 1000 Kilometer bis 1300 Meilen. Er belegte bei der Weltpremiere im Deca-Triathlon (10-fache Ironman-Distanz) in Monterrey den zweiten Platz. Er ist der erste Läufer, der den höchsten (Mount Everest/Nepal), den tiefsten (See Genezareth/Israel), den nördlichsten (Spitzbergen/Norwegen) und den südlichsten (Antarktis) Marathon gelaufen ist. Seit 30 Jahren ist er als Fachjournalist tätig und hat in dieser Zeit mehr als 400 Reportagen in Print- und Onlinemagazinen in Deutschland, Österreich, der Schweiz und Frankreich publiziert. Bei vielen namhaften Läufen (Badwater Ultramarathon, Western States Endurance Run, 1000-Meilen-Lauf New York, Tough Guy Race, Grand Raid) war er der erste deutsche Teilnehmer und machte diese als Pionier durch seine Publikationen im deutschsprachigen Raum bekannt.
2011 wurde Schlett gemeinsam mit Wolfgang Kulow vom Spiegel begleitet, als die beiden Läufer für ein geplantes Ausdauer-Rennen eine 500 km lange Strecke durch die zentralasiatische Sandwüste Taklamakan absolvierten. Die Dokumentation wurde im Juni 2011 auf VOX ausgestrahlt.

### Wettkämpfe (Auswahl)
- 1981 100-km-Lauf Unna, 17:02:20 Std., Platz 378 von 554 Teilnehmern[5]
- 1988 Sieger beim Sri Chinmoy Ultra Trio 1300 Mile Race, der Vorgängerveranstaltung des Self-Transcendence 3100 Mile Race[6]
- 1991 Fünfter beim Badwater Ultramarathon[7]
- 1991 Ironman New Zealand in 12:43:48 Stunden, Platz 430 von 529 Teilnehmern[8]
- 1992 Fünfter beim Swiss Ultra Marathon[9]
- 1992 Neunter beim Runner's World Trans America Footrace 1992[10]
- 1993 Zweiter beim Gibson Ranch 6-Day Classic[11]
- 1998 Siebter der Gesamtwertung des Deutschlandlaufs[12]
- 2001 Zweiter beim Sri-Chinmoy-6-Tage-Lauf[13]
- 2006 Old Mutual Two Oceans Marathon 56 km Lauf in 5:51:06 Stunden, Platz 3702 der Gesamtwertung[14]
- 2017 Marathon de Beaujolais 6:07:19 Std., Platz 1661 von 1755 Teilnehmern[15]
- 2020 Neckarlauf Grüntalultra 50 km Lauf in 7:15 Std., Platz 21 von 31 in der Gesamtwertung[16]